# Hit and Run (Medizin)
Als Hit-and-run-Mechanismus (von englisch hit and run ‚zuschlagen und wegrennen‘) oder auch Transiente Infektion bezeichnet man in der Medizin einen der beiden hauptsächlichen Typen von Infektionsverläufen bei der Infektion von Lebewesen durch Pathogene. Kennzeichnend ist eine relativ hohe Reproduktionsrate, eine hohe burst size und eine kurze Erkrankungsdauer. 
Der andere Verlaufstyp wird als Infect and persist bezeichnet.

## Mechanismus
Nach der Infektion vermehrt sich beispielsweise ein lytisches Virus im Wirt und führt dabei meist zu einer mehr oder minder schwer verlaufenden akuten Infektionskrankheit. Die Wirtszelle wird bei transienten Infektionen in der Regel bei der Freisetzung neugebildeter Virionen zerstört. In deren Verlauf scheidet der Wirt (bzw. die Wirtszelle) für die Vermehrung (Replikation) der Viren aus, und im Verlauf einer Immunreaktion wird das Virus meistens auch aus dem Organismus eliminiert. Der Wirt bleibt dann meistens dauerhaft gegen Neuinfektionen desselben Virusstammes immun.
Dieser Infektionstyp kann den Wirt im Verlauf einer akuten Krankheitsphase töten. Ist das nicht der Fall, so entwickelt der Wirt Antikörper gegen den Erreger und kann in der Folge das Virus eliminieren. In beiden Fällen steht als Konsequenz der Wirt sowohl als Basis für eine langfristige Virusvermehrung als auch als erneutes Ziel einer Infektion nicht mehr zur Verfügung. Daher ist die Zeit für die Vermehrung sowohl auf zellulärer Ebene als auch auf Wirtsebene begrenzt. Entscheidend zur Definition einer Hit-and-run-Infektion ist also, dass ein Wirt den betreffenden Viren nur während einer sehr kurzen Zeit für die Vermehrung zur Verfügung steht und meistens auch nur einmal von demselben Virusstamm oder Subtyp infiziert werden kann.

## Beispiele
Humanmedizinisch
- Marburg-Virus
- Ebolaartige Viren
- Lyssavirus – der Tollwuterreger
- Rhinoviren – Erreger von Erkältung
- Humane Influenzaviren
- Pockenviren
- SARS-CoV-2, das neuartige Coronavirus

Veterinärmedizinisch
- H5N1-Viren (HPAI, Highly Pathogenic Avian Influenza und LPAI, Lowly Pathogenic Avian Influenza)
- Lyssavirus
- BRSV (Bovines Respiratorisches Syncytialvirus)
- Parainfluenzavirus (Zwingerhusten-Komplex)
- BVDV bei adulten Tieren
- CAV-1 und CAV-2